# Trochalus lindianus
Trochalus lindianus är en skalbaggsart som beskrevs av Moser 1916. Trochalus lindianus ingår i släktet Trochalus och familjen Melolonthidae. Inga underarter finns listade i Catalogue of Life.